# Zoo (film, 1985)
Pour les articles homonymes, voir Zoo (film).
Pour plus de détails, voir Fiche technique et Distribution.
Zoo (A Zed and Two Noughts) est un film britannique réalisé par Peter Greenaway en 1985.

## Synopsis
Au départ, un accident entre une automobile et un cygne blanc à la porte d'un zoo. Deux victimes, les femmes de deux frères jumeaux zoologues, Oswald et Oliver, et une survivante, Alba Bewick. Mais l'histoire se complique, car la réalité du film est un trompe-l'œil et la fiction plus précise qu'un Vermeer — qui a son importance dans l'histoire.

## Fiche technique
- Titre original : A Zed and Two Noughts
- Titre français : Zoo
- Réalisation : Peter Greenaway
- Scénario : Peter Greenaway
- Musique : Michael Nyman
- Photographie : Sacha Vierny
- Montage : John Wilson
- Casting : Sharon Howard-Field
- Création des décors : Ben van Os (nl) et Jan Roelfs (nl)
- Costumes : Patricia Lim
- Producteurs : Kees Kasander et Peter Sainsbury
- Sociétés de production : British Film Institute, Allarts Enterprises, Artificial Eye (en), Film4 Productions et VPRO
- Sociétés de distribution : Artificial Eye (en) (Royaume-Uni)
- Format : Couleurs
- Pays de production :  Royaume-Uni,  Pays-Bas
- Langue : anglais
- Genre : Comédie et Drame
- Durée : 115 minutes
- Dates de sortie :
  - Royaume-Uni : 4 octobre 1985
  - France : 9 avril 1986

## Distribution
- Andréa Ferréol : Alba Bewick
- Brian Deacon : Oswald Deuce
- Eric Deacon : Oliver Deuce
- Frances Barber : Venus de Milo
- Joss Ackland : Van Hoyten
- Jim Davidson : Joshua Plate
- Agnes Brulet : Beta Bewick
- Guusje van Tilborgh (nl) : Caterina Bolnes
- Gerard Thoolen : Van Meegeren
- Ken Campbell : Stephen Pipe
- Wolf Kahler : Felipe Arc-en-Ciel
- Geoffrey Palmer : Fallast
- David Attenborough : narrateur (voix)

## Commentaires
Le chirurgien (Van Meegeren) qui retire la jambe d'Alba est décrit comme souhaitant devenir peintre et plus précisément peintre hollandais : « Vermeer, ni plus ni moins ». Cette réplique explique la première référence au travail de Vermeer qui inspire un grand nombre des plans du film.
Un des frères affirme alors que Vermeer n'aurait peint que 26 toiles dont 3 sont douteuses. On retrouve ainsi le nombre d'enfants souhaité par Alba (26) ainsi que le nombre de lettres de l'alphabet grec (26 - 3 = 23) qui est la source d'inspiration pour les noms de cette progéniture.